# Untersalzberg II
Untersalzberg II ist seit dem 1. Januar 1972 ein Gemeindeteil bzw. eine Gnotschaft des Marktes Berchtesgaden im oberbayerischen Landkreis Berchtesgadener Land.

## Geschichte
Vermutlich bereits ab Ende des 14. Jahrhunderts war Untersalzberg II der 4. Gnotschaftsbezirk der „Urgnotschaft“ Berg im Berchtesgadener Land, das ab 1380 das Kernland der Reichsprälatur Berchtesgaden und der später eigenständigen, reichsunmittelbaren Fürstpropstei Berchtesgaden (1559–1803) bildete. Nach drei kurz hintereinander folgenden Herrschaftswechseln wurde 1810 das Berchtesgadener Land mit seinen Gnotschaften dem Königreich Bayern angegliedert und aus Berg ab 1812 die Gemeinde Salzberg mit Verwaltungssitz in Untersalzberg II, die erst im Zuge der Gebietsreform in Bayern am 1. Januar 1972 ihre Eigenständigkeit verlor und in den Markt Berchtesgaden eingemeindet wurde. Seither ist Untersalzberg II ein Ortsteil bzw. eine Gnotschaft des Marktes Berchtesgaden.
Bereits ab 1190 wurde in dem Gebiet von Untersalzberg II bzw. laut Quelle im Pherg am Golmbach nach Salz gegraben und 1517 mit dem Anschlagen des „Petersberg-Stollen“ das Salzbergwerk Berchtesgaden durch Fürstpropst Gregor Rainer begründet.